# 春瀬烈
春瀬 烈（はるせ れつ）は日本のシンガーソングライター。宮城県出身。

## 概要
姉の影響で幼稚園の頃から中学生までピアノを続け、中学生の時点でiPhone音楽制作アプリ・GarageBandを使用し曲作りを始める。高校ではバンドを組みベースを担当。バンド解散後はボカロPとして動画投稿を行う。
ボカロP活動の停止後、2021年よりソロアーティスト「春瀬 烈」としての活動を開始。ヴォーカル、ギター、ベース、作詞作曲の他、アニメーションMV、ジャケットデザインに至るまで全てのクリエイティブを自身で制作することも多い。また、アニメーション制作では現在「CLIP STUDIO PAINT」を使用している。
自身の楽曲の他に、ちいたな「共依存」Misumi「アンダードッグ」MVも制作。

## 経歴

### 2021年
2月21日　1st SINGLE「YOSORO」配信リリース。
7月23日　2nd SINGLE「秕」配信リリース。

### 2022年
3月1日　自身の主宰レーベル「LOG BOOK」設立を発表。
さらに3ヶ月連続リリースが決定。第１弾となるSINGLE「風は凛として」を3月16日に配信リリースすることが発表された。
3月16日　3rd SINGLE「風は凛として」配信リリース。さらに4月13日に4th SINGLE「月のろし」のリリースが決定。
4月13日　4th SINGLE「月のろし」配信リリース。さらに5月25日に自身初のEP「MAGNET」のリリースが決定。
5月25日　自身初のEP「MAGNET」をリリース。
8月26日　5th SINGLE「雨葬」配信リリース。
9月30日　6th SINGLE「花浮世」配信リリース。
12月16日　7th SINGLE「香り言」配信リリース。

### 2023年
2月10日　8th SINGLE「はらるら」配信リリース。
4月14日　2nd EP「common」配信リリース。

### 2024年
2月23日　9th Single「リップシンク」配信リリース。
4月19日　10th Single「TOBARI」配信リリース。
6月15日　11th Single「サタデーナイト」配信リリース。

## ミュージックビデオ
| 公開日         | 曲名           | アニメーション | MIX & MASTERING |
| -------------- | -------------- | -------------- | --------------- |
| 2021年2月19日  | YOSORO         | 春瀬 烈        | -               |
| 2021年7月22日  | 秕             | 春瀬 烈        | さぶろう        |
| 2022年3月16日  | 風は凛として   | 春瀬 烈        | さぶろう        |
| 2022年4月13日  | 月ののろし     | 春瀬 烈        | さぶろう        |
| 2022年5月25日  | model room     | 春瀬 烈        | さぶろう        |
| 2022年8月26日  | 雨葬           | ミジンコ       | さぶろう        |
| 2022年9月30日  | 花浮世         | つぼき         | さぶろう        |
| 2022年12月16日 | 香り言         | さとざき 幸    | さぶろう        |
| 2023年2月10日  | はらるら       | さとざき 幸    | さぶろう        |
| 2023年3月17日  | 潮風を結う     | 春瀬 烈        | さぶろう        |
| 2023年4月14日  | あくび         | 春瀬 烈        | さぶろう        |
| 2023年4月21日  | シアター       | 春瀬 烈        | さぶろう        |
| 2024年2月23日  | リップシンク   | 春瀬 烈        | Shinya Kondo    |
| 2024年4月19日  | TOBARI         | 春瀬 烈        | 近藤 真也       |
| 2024年6月15日  | サタデーナイト | 春瀬 烈        | 近藤 真也       |

## ディスコグラフィ

### シングル
| 枚   | 発売日         | タイトル       | 収録曲            |
| ---- | -------------- | -------------- | ----------------- |
| 1st  | 2021年2月21日  | YOSORO         | 1. YOSORO         |
| 2nd  | 2021年7月23日  | 秕             | 1. 秕             |
| 3rd  | 2022年3月16日  | 風は凛として   | 1. 風は凛として   |
| 4th  | 2022年4月13日  | 月のろし       | 1. 月のろし       |
| 5th  | 2022年8月26日  | 雨葬           | 1. 雨葬           |
| 6th  | 2022年9月30日  | 花浮世         | 1. 花浮世         |
| 7th  | 2022年12月16日 | 香り言         | 1. 香り言         |
| 8th  | 2023年2月10日  | はらるら       | 1. はらるら       |
| 9th  | 2024年2月23日  | リップシンク   | 1. リップシンク   |
| 10th | 2024年4月19日  | TOBARI         | 1. TOBARI         |
| 11th | 2024年6月15日  | サタデーナイト | 1. サタデーナイト |

### EP
| 枚  | 発売日        | タイトル | 収録曲                                                              |
| --- | ------------- | -------- | ------------------------------------------------------------------- |
| 1st | 2022年5月25日 | MAGNET   | 1. 風は凛として 2. 月のろし 3. 神様の庭 4. 厭わないわ 5. model room |
| 2nd | 2023年4月14日 | common   | 1. あくび 2. 香り言 3. 潮風を結う 4. はらるら 5. シアター           |

## MV制作
| MV公開日      | 曲名           | アーティスト |
| ------------- | -------------- | ------------ |
| 2020年10月3日 | 共依存         | ちいたな     |
| 2021年5月26日 | アンダードッグ | Misumi       |